# Bukka I
Bukka I (zm. 1377) – władca królestwa Widźajanagaru z dynastii Sangama koronowany w 1357 roku. W czasie swego panowania poszerzył obszar królestwa o międzyrzecze rajćurskie. 